# Ryan Crouser
Ryan Crouser (Boring u Oregonu, 18. prosinca 1992.) američki je bacač kugle i diska, olimpijski pobjednik u bacanju kugle iz Rio de Janeira 2016., Tokija 2020. i Pariza 2024. dvostruki svjetski prvak te dvostruki američki sveučilišni prvak u bacanju kugle na otvorenom i u dvorani.

## Životopis
Couser dolazi iz športske obitelji, otac Mitch bio je dio američkog tima na Olimpijadi 1984. u disciplini bacanja diska, ujak Brian Crouser je nastupio na Olimpijskim igrama u Seulu 1988. i Barceloni 1992., drugi ujak, Dean Crouser bio je bacač kugle i diska, a bratići Sam i Haley se obojica natječu u bacanju koplja.
Atletiku je počeo trenirati u petom razredu osnovne škole. U srednjoj školi postavio je nacionalni rekord u bacanju kugle, da bi ga sljedeće godine oborio njegov bratić Sam.
Na Svjetskom prvenstvu za mlađe juniore u talijanskom Bressanoneu 2009. osvojio je zlatnu medalju u bacanju kugle (uz novi rekord prvenstva) i srebrnu u bacanju diska. Studirao je na Teksaškom sveučilištu u Austinu.
Osvojio je zlatnu medalju na Olimpijskim igrama u Rio de Janeiru 2016. uz osobni i novi olimpijski rekord bačen u zadnjoj seriji završnice (22,52 metra), što je tada bio deseti najdulji hitac svih vremena. Sljedeće godine popravio je osobni rekord za trinaest centimetara, što je sedmi najdalji hitac svih vremena.
Osobni rekord u bacanju kugle postigao je u Sacramentu, SAD 2017. godine bacanjem od 22,65 metara. Crouser je dvostruki pobjednik u Zagrebu, pobijedio je na Memorijalu Ivana Ivančića 2016. godine, kad je postavio novi rekord mitinga -  22,28 metara, te 2018. godine s bacanjem od 22,09 metara.

## Vanjske poveznice
- Ryan Crouser na stranicama Svjetskog atletskog saveza (IAAF-a)